# Geropogon hybridus
Geropogon hybridus là một loài thực vật có hoa trong họ Cúc. Loài này được (L.) Sch.Bip. mô tả khoa học đầu tiên năm 1850.